# As the Reasons Die
As the Reasons Die è un album in studio del gruppo musicale statunitense Bella Morte, pubblicato nel 2004.

## Tracce
1. Beneath
2. Undone
3. I For an I
4. Many Miles
5. Still
6. Forever Grey
7. If Tonight
8. Another Way
9. Last Days
10. A Time Before
11. Awake
12. A Dying World